# Ronald Giere
Ronald Giere (1938-2020) fue un filósofo de la ciencia norteamericano, profesor emérito en la Universidad de Minnesota, miembro de la Asociación Estadounidense para el Avance de la Ciencia (American Association for the Advancement of Science en inglés), miembro del consejo editorial de la revista Philosophy of Science, en los momentos últimos de su vida, y antiguo presidente de la PSA (Philosophy of Science Association) . 
Su filosofía de la ciencia, que se enmarca dentro del semanticismo, se caracteriza por una defensa del realismo. Sus actuales investigaciones se centran en la conexión entre naturalismo y secularismo y en las explicaciones de modelos y representaciones científicas basadas en agentes.
En su libro Scientific Perspectivism desarrolla una versión del realismo según la cual las descripciones científicas son análogas a los colores, en el sentido de que solo capturan aspectos seleccionados de la realidad, y estos aspectos no son partes del mundo en sí mismos, sino más bien partes del mundo vistos desde una perspectiva humana concreta. Además del ejemplo del color, Giere articula su perspectivismo mediante el recurso a la analogía del uso de mapas y modelos. Los mapas representan el mundo, pero la representación que ofrecen es convencional, dada por un interés concreto, y nunca es del todo exacto ni completo. Del mismo modo, los modelos científicos son estructuras idealizadas que representan el mundo desde un punto de vista limitado .

## Publicaciones
Además de numerosos artículos en revistas especializadas, es autor de:
- Understanding Scientific Reasoning (5th ed 2006)
- Explaining Science: A Cognitive Approach (1988)
- Science Without Laws (1999)
- Scientific Perspectivism, University of Chicago Press, Chicago, 2006. ISBN 978-0-226-29212-0